# Eberhard Gönner
Eberhard Gönner (* 10. Dezember 1919 in Neckarhausen; † 18. Mai 2012 in Stuttgart) war ein deutscher Historiker und Archivar.

## Leben
Gönner wuchs in Hechingen auf und legte am dortigen Gymnasium sein Abitur ab. Danach leistete er Kriegsdienst. Nach der Rückkehr aus der Kriegsgefangenschaft studierte er an der Universität Tübingen Geschichte, Germanistik und Romanistik. Seit 1948 war er Mitglied der katholischen Studentenverbindung AV Guestfalia Tübingen. 1950 wurde er mit der Arbeit Die Revolution von 1848/49 in den hohenzollerischen Fürstentümern und deren Anschluss an Preußen zum Dr. phil. promoviert. Im selben Jahr trat er in den Archivdienst des Landes Baden-Württemberg ein und war zunächst bis 1954 am Staatsarchiv Sigmaringen tätig. 1956 kam er an das Hauptstaatsarchiv Stuttgart und übernahm 1975 dessen Leitung. 1979 wurde er Präsident der Landesarchivdirektion Baden-Württemberg und übte dieses Amt bis zu seiner Pensionierung 1984 aus. 1984 wurde ihm vom damaligen Ministerpräsidenten Lothar Späth der Ehrentitel Professor verliehen.
Von 1969 bis 1981 war er Vorsitzender des Württembergischen Geschichts- und Altertumsvereins und später dessen Ehrenmitglied. Er war von 1979 bis 1985 Vorsitzender der Kommission für geschichtliche Landeskunde in Baden-Württemberg. Des Weiteren wurde ihm 1989 die Ehrenmitgliedschaft des Geschichtsvereins der Diözese Rottenburg-Stuttgart verliehen.

## Schriften (Auswahl)
- Die Revolution von 1848/49 in den hohenzollerischen Fürstentümern und deren Anschluss an Preußen, Tübingen 1952 (Zugleich: Tübingen, Universität, Dissertation, 1950).
- Wappenbuch des Landkreises Sigmaringen, Stuttgart 1958.
- Wappenbuch des Landkreises Böblingen mit kurzen Ortsgeschichten, Stuttgart 1960.
- (zusammen mit Otto-Günter Leonhard): Das Kloster Blaubeuren im Mittelalter. Rechts- und Wirtschaftsgeschichte einer schwäbischen Benediktinerabtei, Stuttgart 1963.
- Wappenbuch des Stadt- und des Landkreises Heilbronn mit einer Territorialgeschichte dieses Raumes, Stuttgart 1965.
- (zusammen mit Heinz Bardua): Wappenbuch des Landkreises Göppingen, Stuttgart 1966.
- Das Hauptstaatsarchiv Stuttgart. Seine Bestände und seine Aufgaben, Stuttgart 1969.
- Wappenbuch des Landkreises Waiblingen, Stuttgart 1970.
- Wappenbuch des Landkreises Wangen, Stuttgart 1972.
- Wappen – Symbole der Geschichte, Stuttgart 1973.
- Baden-Württemberg. Geschichte seiner Länder und Territorien, Würzburg 1975.
- Nachlaß Karl von Weizsäcker. 1870–1926, Stuttgart 1986.
- Landesgeschichtliche Vereinigungen in Baden-Württemberg, Stuttgart 1987.